# Hamdullah Hamdi
Hamdullah Čelebi Hamdi, född 1448, död 1509, var en turkisk poet.
Hamdullah Hamdi ägnade sig först åt juridiska studier och blev ämbetsman i Brussa, där han fick tillfälle att ägna sig åt poesin. Han mest kända verk är Jūsuf vä Zülejchā ("Josef och Potifars hustru"), 1491-92, delvis en omarbetning av Firdausi och Nureddin Jamis verk med samma titel, men på samma gång originellt med inströdda lyriska partier. Bland hans övriga verk märks Lejlā vä Medjnūn, en lyrisk omarbetning av ett i rientaliska litteraturen ofta använt motiv.